# 史丹佛哲學百科全書
《史丹佛哲學百科全書》（英語：Stanford Encyclopedia of Philosophy，SEP）是一部由史丹佛大學營運的免費線上哲學百科全書，內容主要以經同行評審認可的論文為主。該百科內的每一篇論文均由一位該領域的專家撰寫並維護，作者涵蓋來自世界各地學術機構的教授。每一位在該百科全書上發表文章的作者均同意將作品的出版權讓與史丹佛大學，但作者仍可保有著作權。

## 歷史與概述
史丹佛哲學百科全書內含有1,554篇出版論文。雖然為線上運作，但史丹佛哲學百科編輯群仍會邀集該論文涵蓋領域的專家學者進行同行評審，並藉由這種與多數百科全書及學術期刊相同的審查方式以確保論文品質。
該百科於1995年由史丹佛大學語言資訊研究中心資深研究員愛德華·薩爾塔創辦，其運作目標為提供一部時常更新且不會像傳統的紙本百科全書一樣過時的互動式百科全書。該百科允許作者們就同一議題提出完全相反的見解，藉以反映學者間的不同意見。史丹佛哲學百科最初由美國國家科學人文基金與國家科學基金會資助運作。為了維護百科的開放獲取性，史丹佛大學擬定了一項長期募資方案，並獲得許多大學圖書館與圖書館協會的支持。

## 外部連結
- 官方网站
- Hammer, Eric M.; Zalta, Edward N.  (pdf). Computers and the Humanities. Center for the Study of Language and Information (SEP). 1997, 31 (1): 47–60  [2017-02-24]. doi:10.1023/A:1000418920193. （原始内容存档 (PDF)于2020-09-28）. We discuss our implementation of a dynamic encyclopedia and the problems that we had to solve along the way